# Йоссесвег
Йоссесвег (нід. Joossesweg) — селище в нідерландській провінції Зеландія. Входить до муніципалітету Вере.
Його площа становить 0,41 км², а населення станом на 2021 рік складало 15 осіб.